# व़
Cette page contient des caractères spéciaux ou non latins. S’ils s’affichent mal (▯, ?, etc.), consultez la page d’aide Unicode.
व़, appelé va noukta, est une consonne de l’alphasyllabaire devanagari. Elle est formée d’un va ‹ व › et d’un point souscrit.

## Utilisation
Cette consonne est utilisée dans certains manuscrits rajasthani et braj distinguant le व़ /v/ du व /b/.
En magar, le va noukta est utilisé pour transcrire une consonne spirante labio-vélaire voisée murmurée /wʱ/.

## Représentations informatiques
| formes | représentations | chaînes de caractères | points de code       | descriptions                                                               |
| ------ | --------------- | --------------------- | -------------------- | -------------------------------------------------------------------------- |
| pleine | व़               | व़                     | U+0935 U+093C        | lettre devanagari va, symbole devanagari noukta                            |
| morte  | व़्               | व़◌्                    | U+0935 U+093C U+094D | lettre devanagari va, symbole devanagari noukta, symbole devanagari virama |